# Bona Lombarda

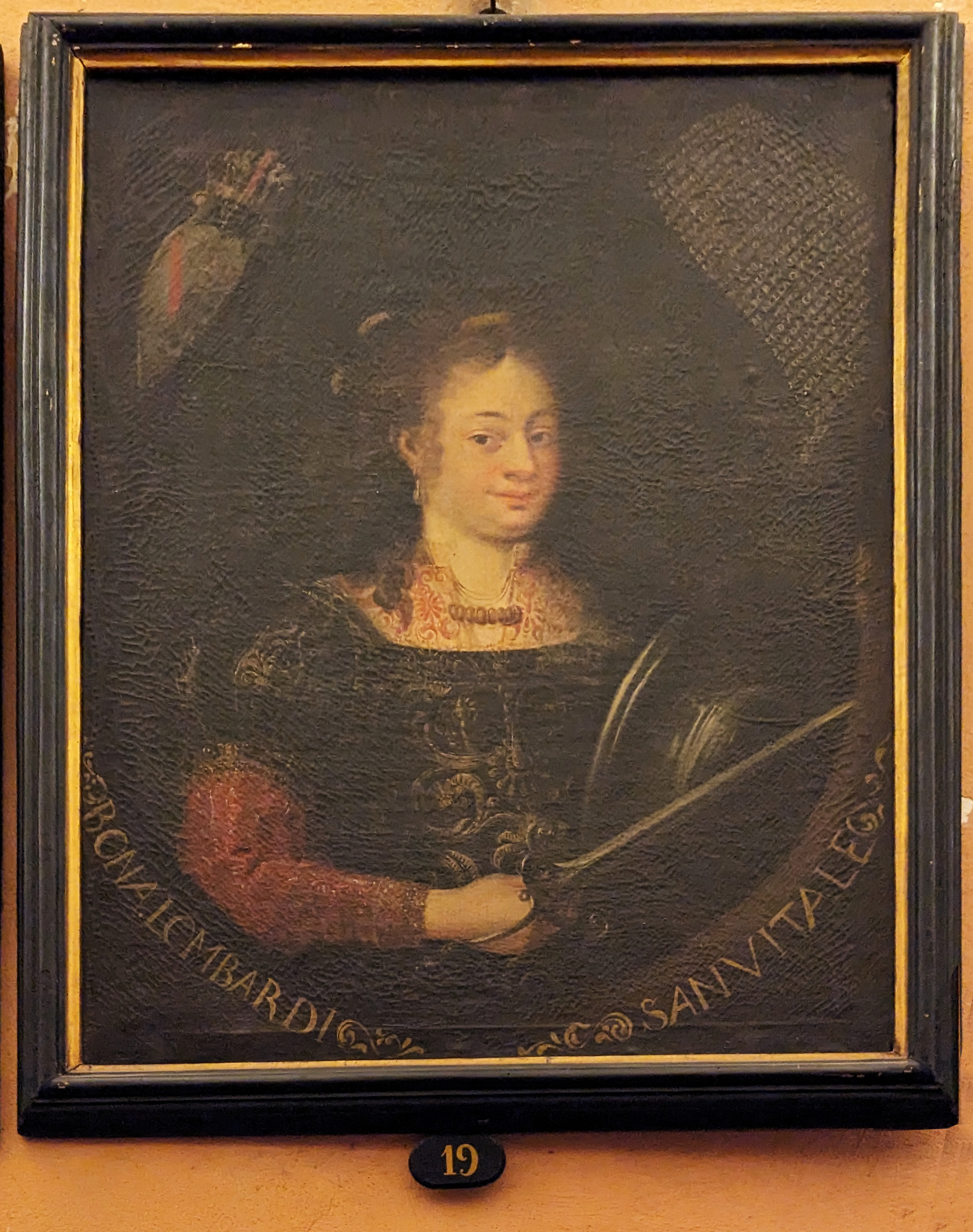
Ritratto di Bona Lombarda esposto nella Sala degli Antenati della rocca dei Sanvitale a Fontanellato (PR).

Bona Lombarda, talvolta nella forma Bona Lombardi (Cosio Valtellino, 1417 – Modone, 1468), fu moglie del capitano di ventura Pier Brunoro Sanvitale dei conti Sanvitale di Fontanellato. È ricordata per essere stata lei stessa una guerriera e aver combattuto a fianco del marito.

## Biografia
Non vi sono molte informazioni sui suoi primi anni di vita. Sembra che fosse la figlia di un soldato di ventura, Gabrio Lombardi, e della figlia di un mercante. Rimasta orfana molto giovane, fu cresciuta dagli zii paterni. Aveva origini modeste ma sembra fosse molto bella e avesse un forte carattere.
Dopo la battaglia di Delebio (1432) combattuta tra i veneziani, guidati da Giorgio Corner, e le truppe del Ducato di Milano comandate da Niccolò Piccinino, questi lasciò una parte delle truppe a presidiare la Valtellina, tra di essi il capitano di ventura Pier Brunoro Sanvitale alloggiato a Morbegno che presidiava la zona della Val Gerola fino a Campione di Sacco, nell'attuale comune di Cosio Valtellino. Fu qui che Pier Brunoro conobbe Bona mentre pascolava le greggi. Talune fonti parlano di un rapimento, altre di un matrimonio presso la chiesa di Sacco; Bona comunque seguì il marito nelle sue imprese guerresche partecipando attivamente ad alcune battaglie.
Il Brunoro passò al servizio del regno di Napoli guidato da Alfonso di Aragona ma fu sospettato di voler tornare al soldo di Milano e imprigionato. Bona per svariati anni si recò presso numerose corti italiane e anche dal re di Francia per chiedere la loro intercessione in favore della liberazione del marito. Dopo dieci anni di prigionia la sua costanza fu premiata e Brunoro fu liberato. Una volta liberato passò agli ordini di Venezia e fu inviato a Negroponte col compito di difenderla dai turchi. Brunoro morì nel 1466 e due anni dopo, nel Peloponneso, morì anche Bona.

## Discendenza
Bona e Pier Brunoro ebbero due figli, uomini d'armi al servizio dei veneziani:
- Antonio
- Obizzo

## La lapide di Campione di Sacco
A ricordo di Bona Lombarda, in località Campione di Sacco nel comune di Cosio, sorge una cappella votiva dove è murata una lapide con questa epigrafe:

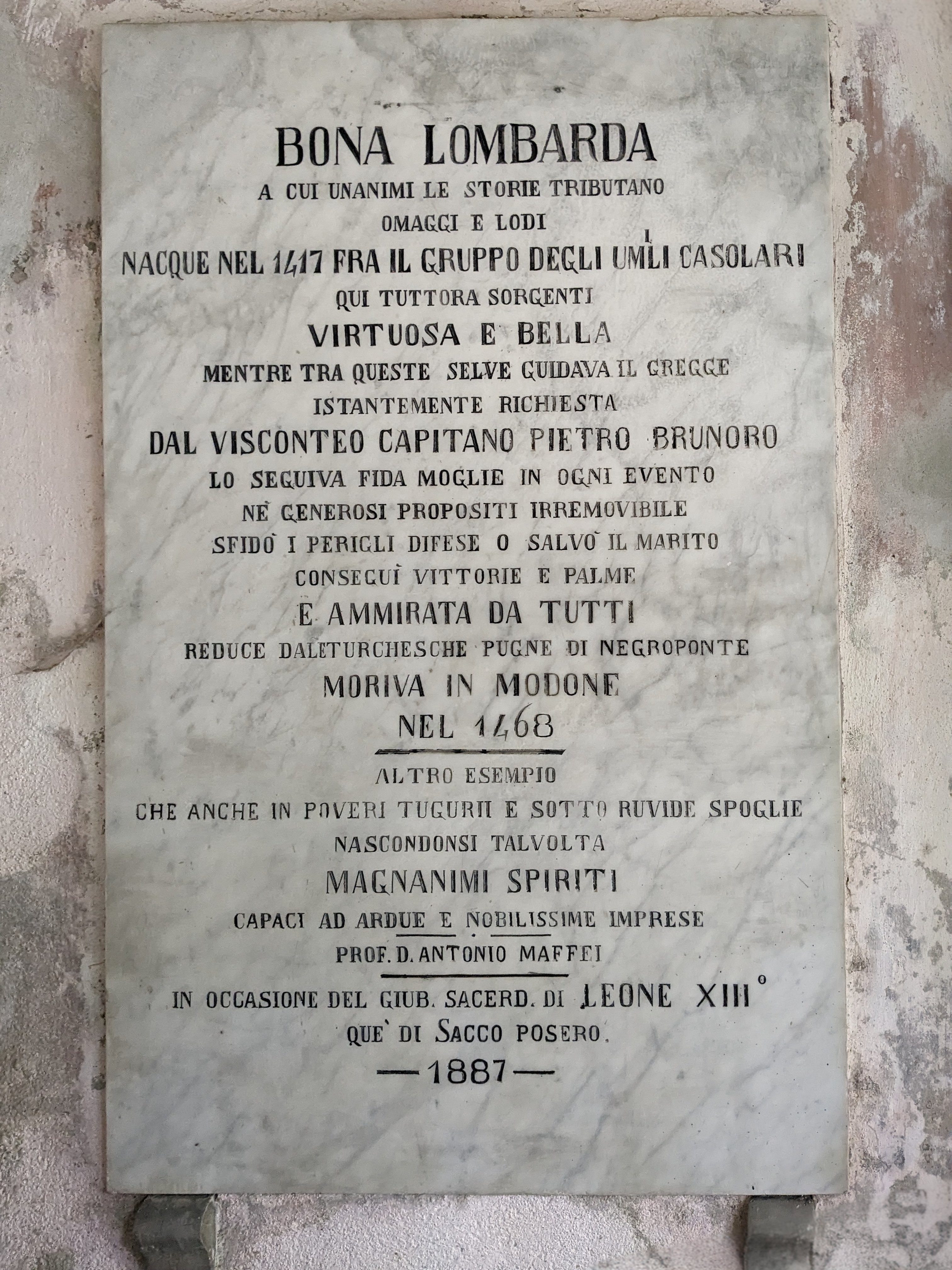
La lapide dedicata a Bona Lombarda a Campione di Sacco.

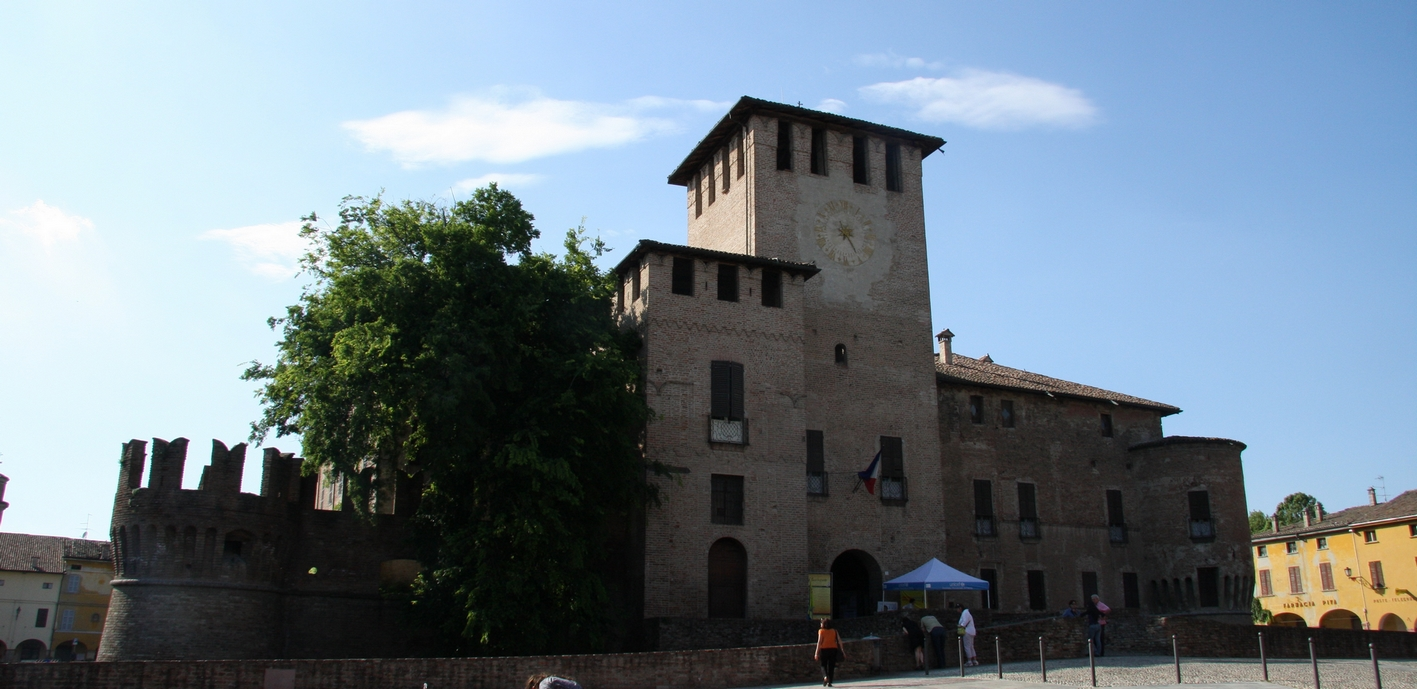
La rocca dei Sanvitale a Fontanellato

(Antonio Maffei, 1887)